# Honiara International Airport
Honiara International Airport (IATA: HIR, ICAO: AGGH) tidigare känd som Henderson Field, är en flygplats på Guadalcanal i Salomonöarna. Det är den enda internationella flygplatsen i Salomonöarna och är belägen åtta kilometer från huvudstaden Honiara. 

## Historia
Här utspelades slaget om Henderson Field i Guadalcanalfälttåget under andra världskriget. Henderson Field döptes efter marinkårssoldaten major Lofton R. Henderson som dog under slaget vid Midway medan han ledde sin division i strid med japanska flottstyrkor och blev därmed den första flygande marinkårssoldaten att omkomma under slaget.

## Flygbolag och destinationer

### Passagerare
| Flygbolag        | Destinationer | Terminal      |
| ---------------- | --- | ------------- |
| Air Niugini      | Nadi, Port Moresby | International |
| Fiji Airways     | Nadi, Port Vila | International |
| Solomon Airlines | Brisbane, Nadi, Port Vila, | International |
| Solomon Airlines | Afutara, Arona, Atoifi, Auki, Avuavu, Balalae, Batuna, Bellona, Choiseul Bay, Fera, Gatokae, Gizo, Jajao, Kagau, Kirakira, Marau, Mono, Munda, Ramata, Rennell, Santa Ana, Santa Cruz, Seghe, Suavanao, Yandina | Domestic      |
| Virgin Australia | Brisbane | International |

### Frakt
| Flygbolag                | Destinationer    |
| ------------------------ | ---------------- |
| HeavyLift Cargo Airlines | Brisbane, Cairns |
| Pacific Air Express      | Brisbane         |